# HERO'S 2007 ミドル級世界王者決定トーナメント開幕戦
HERO'S 2007 ミドル級世界王者決定トーナメント開幕戦（ヒーローズ 2007 ミドルきゅうせかいおうじゃけっていトーナメントかいまくせん）は、日本の総合格闘技イベント「HERO'S」の大会の一つ。2007年（平成19年）7月16日、神奈川県横浜市の横浜アリーナで開催された。

## 大会概要
本大会ではミドル級（-70kg）世界王者決定トーナメント開幕戦が組まれた。

## 試合結果

### オープニングファイト
第1試合 ミドル級 5分2R
○  毛利昭彦 vs.  有村修也 ×
2R終了 判定3-0（20-19、20-19、20-19）
第2試合 88kg契約 5分2R
○  RYO vs.  尾崎広紀 ×
2R終了 判定3-0（20-18、20-19、20-19）

### 本戦カード
第1試合 ミドル級 5分3R
○  アレッシャンドリ・フランカ・ノゲイラ vs.  勝村周一朗 ×
2R 1:55 KO（右フック）
第2試合 ミドル級 5分3R
○  アンドレ・ジダ vs.  アルトゥール・ウマハノフ ×
1R 1:20 TKO（レフェリーストップ：スタンドパンチ連打）
第3試合 90kg契約 1R10分、2R5分
○  ハレック・グレイシー vs.  柴田勝頼 ×
1R 3:05 腕ひしぎ十字固め
第4試合 ミドル級世界王者決定トーナメント 開幕戦 5分3R
○  ビトー・"シャオリン"・ヒベイロ vs.  宮田和幸 ×
2R 1:54 肩固め
※ヒベイロが準決勝進出。
第5試合 ミドル級世界王者決定トーナメント 開幕戦 5分3R
○  ブラックマンバ vs.  所英男 ×
1R 4:47 TKO（レフェリーストップ：パウンド）
※ブラックマンバが準決勝進出。
第6試合 ミドル級世界王者決定トーナメント 開幕戦 5分3R
○  宇野薫 vs.  永田克彦 ×
3R終了 判定3-0（30-28、30-29、30-28）
※宇野が準決勝進出。
第7試合 87kg契約 1R10分、2R5分
○  メルヴィン・マヌーフ vs.  ベルナール・アッカ ×
1R 2:13 KO（スタンドパンチ連打）
第8試合 ライトヘビー級 1R10分、2R5分
○  金泰泳 vs.  田村潔司 ×
延長R終了 判定3-0（10-9、10-9、10-9）